# Ferragosto '66
Ferragosto '66 è il primo album in studio del cantautore italiano Marco Conidi, pubblicato nel 1989 dalla It con distribuzione Virgin Dischi.

## Descrizione
L'album, disponibile su long playing, musicassetta e compact disc, è prodotto da Massimo Mastrangelo, che è anche compositore dei brani insieme all'interprete, mentre gli arrangiamenti sono curati da Guido Elmi.
Il titolo fa riferimento alla data di nascita del cantautore, che è appunto il 15 agosto 1966.
Dal disco viene tratto il singolo Chi l'ha detto che l'anima non c'è/Fidati di me.

## Tracce
Lato A
1. Quanti come noi
2. Chi l'ha detto che l'anima non c'è
3. Rassomigli a me
4. Giulietta

Lato B
1. Fidati di me
2. Preghiera di febbraio
3. Trenta denari
4. Ferragosto
5. Le lunghe onde dell'inverno